# Francesco Ballesio

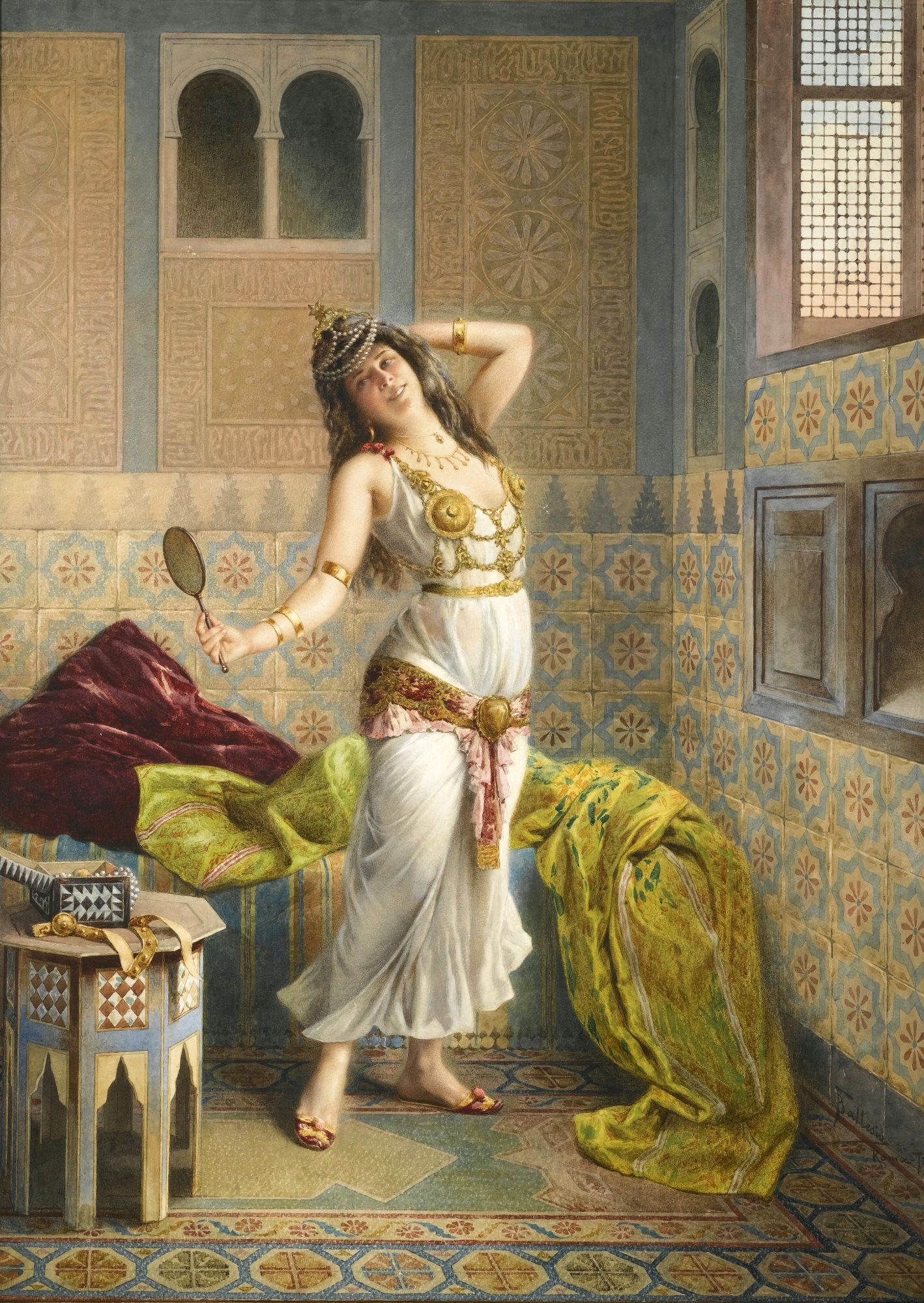
Preparazione per la Danza

Francesco Ballesio (Torino, 1860 – Tivoli, 1923) è stato un pittore italiano, noto per i suoi dipinti a tema orientalista.

## Biografia

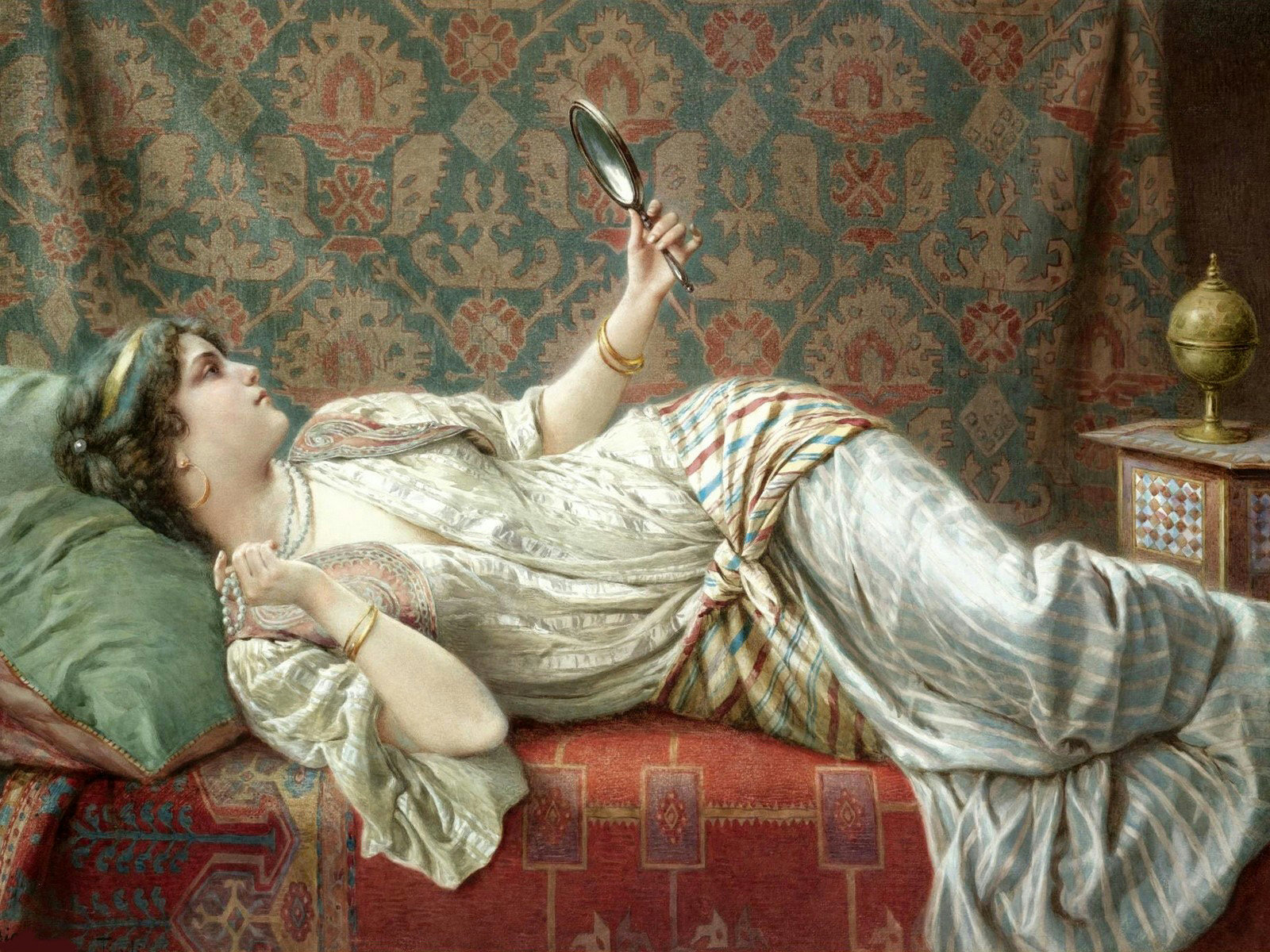
Odalisca

Francesco Ballesio nacque a Torino nel 1860. Egli frequentò dapprima l'Accademia Albertina di Torino, poi si trasferì a Roma, dove completò gli studi e si stabilì definitivamente. Egli dipinse principalmente degli acquerelli a tema orientalista partendo dalle fotografie, in quanto egli non era mai stato in Medio Oriente: per esempio, il quadro Arab Gunmen, "Pistoleri arabi", assomiglia molto a una illustrazione apparsa nel periodico L'Illustrazione Italiana nell'ottobre del 1878. Ballesio guadagnò una reputazione modesta a livello internazionale attraverso i suoi dipinti, alcuni dei quali vennero esposti all'Esposizione di Belle Arti di Roma del 1883 e all’Esposizione Generale di Torino del 1884. Grazie al sostegno di un certo Mazzoleni e di un mercante d'arte inglese chiamato Dudens, la maggior parte delle sue tele venne acquistata da collezionisti privati nel Regno Unito e negli Stati Uniti d'America.
Nel 1912 Ballesio si trasferì a Tivoli, dove sarebbe rimasto fino alla morte, nel 1923.